# Ruský symbolismus

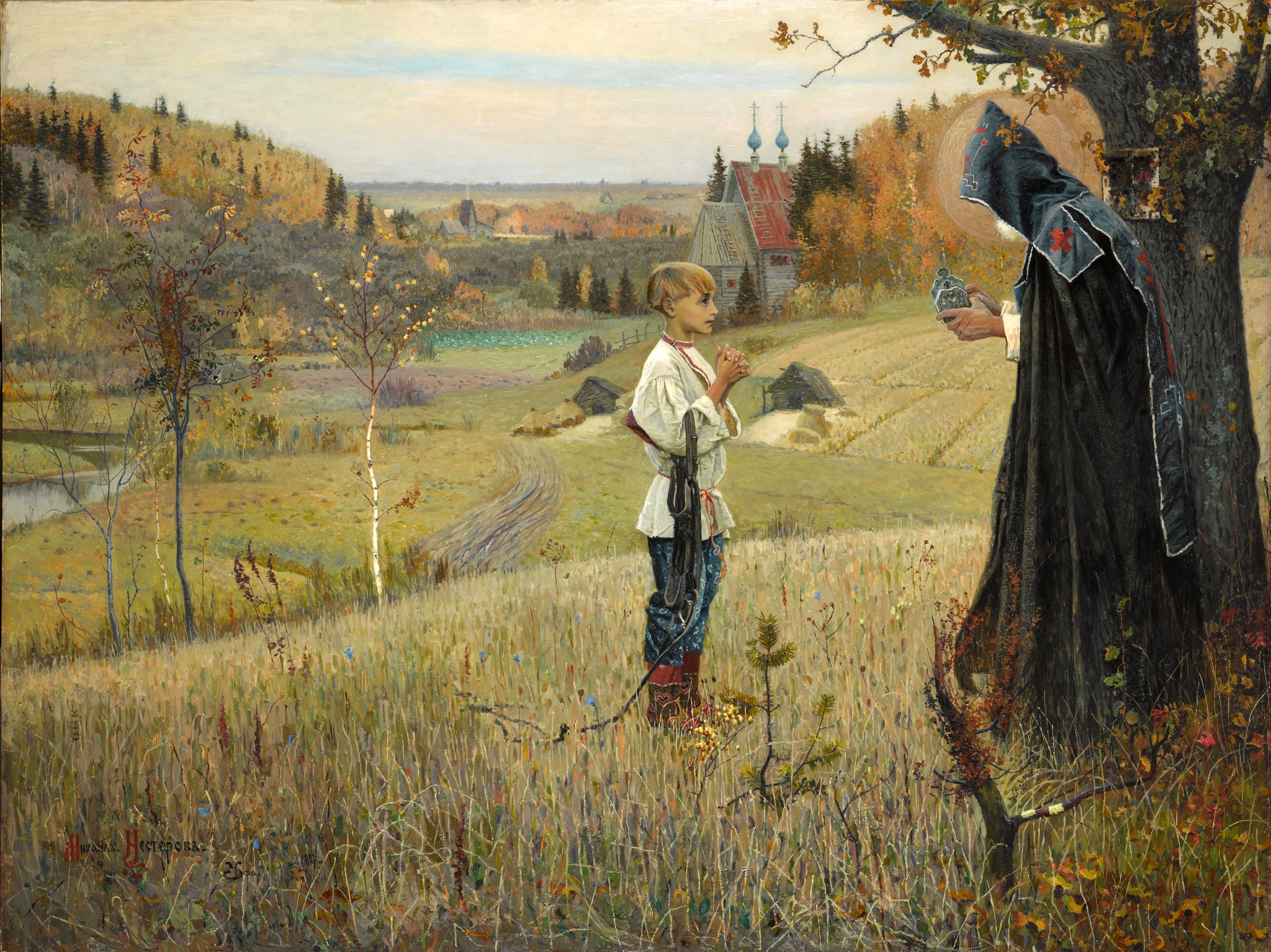
Obraz „Vidění mládého Bartoloměje“ (1890) od M. V. Nestěrova, který často ilustruje počátek symbolistického hnutí

Ruský symbolismus je směr v ruské literatuře a umění od konce 19. století do první čtvrtiny 20. století. Jedná se o rozsáhlý, významný a originální fenomén v kultuře. Mnozí představitelé ruského symbolismu obohatili tento směr o nové prvky, které často nemají nic společného s francouzskými představiteli.
V ruském symbolismu neexistovala žádná jednotná koncepce, škola nebo styl. Dokonce ani v rodišti symbolismu, ve Francii, není tento směr tak rozmanitý jako v Rusku. Jediné, co spojovalo ruské symbolisty kromě hledání nových literárních perspektiv ve formě a tématech byla nedůvěra k běžnému slovu a úsilí vyjadřovat se pomocí alegorií a symbolů. „Vyslovená myšlenka je lež,“ tvrdí verš předchůdce ruského symbolismu, básníka Fjodora Ťutčeva.
Na začátku 20. století se symbolismus stal prvním významným směrem modernismu v Rusku. Současně s jeho zrodem začal stříbrný věk ruské literatury. V době jeho rozkvětu byly všechny nové školy a jednotlivé inovace v literatuře alespoň částečně symbolismem ovlivněny, dokonce i ty, které se od něj distancovaly, začínaly s jeho negací (např. futurismus).

## Zvláštnosti a předchůdci symbolismu
Ruský symbolismus měl zpočátku v podstatě stejné podmínky jako ten západní, jedná se o krizi pozitivního světonázoru a morálky, v Rusku v souvislosti s krizí národnické kulturní tradice. Hlavním principem raných ruských symbolistů se stal panestetismus; estetizace života a touha po různých formách nahrazení logiky a morálky estetikou. Známý výrok „Krása spasí svět.“ z románu Dostojevského, Idiot, tak dostává nový rozměr. Ruský symbolismus do sebe aktivně vstřebával modernistickou literaturu západu a snažil se zahrnout do okruhu svých témat a zájmů všechny jevy světové kultury, které podle ruských symbolistů odpovídají zásadám „čistého“ a svobodného umění. Valerij Brjusov, Dmitrij Merežkovskij a Nikolaj Minskij nacházejí umělce a básníky symbolismu už v obdobích antiky, renesance a romantismu. Samotné umění začíná být chápáno jako nositel krásy (čisté zkušenosti a pravdivého poznání). Ruskou literaturu druhé poloviny 19. století ovládaly určité principy, když ne podřízenosti tak nutného spojení umění s půdou, lidem nebo státem. To byl důvod, proč se první publikace ruských symbolistů, které ještě nebyly přizpůsobené ruskému duchu, nesetkaly s úspěchem. Další pokolení do jisté míry pokračuje v intepretaci „panestetismu“, který už nedominuje, ale mísí se s více aktuálními nábožensko-filozofickými a mýtotvornými pátráními.
Starší ruští symbolisté (90. léta 19. století) se zpočátku setkávali s odmítavým postojem a výsměchem kritiků i čtenářů. Jako nejpřesvědčivější a nejoriginálnější jev se ruský symbolismus prosadil na začátku 20. století s nástupem nové generace a s jejich zájmem o národnost a ruské písně, s jejich citlivějším a přirozenějším zacházením k ruským literárním tradicím.
Mladší generace symbolistů objevuje své domácí předchůdce. Ve světle symbolismu dostávají novou intepretaci mnohá díla Alexandra Puškina (např. básně „Prorok“, „Básník“ atd.), Fjodora Ťutčeva (především báseň „Silentium!“, která se stala svérázným manifestem ruského symbolismu) a Gogolovy Petrohradské povídky; odkaz Fjodora Dostojevského se zdá být hlubší, rozsáhlejší a symboličtější. Raným „představitelem“ symbolismu byl také Konstantin Baťuškov (1787–1855).
Dalšími nepochybnými předchůdci symbolismu jsou ruští básnici 19. století, kteří měli blízko k představě „čisté poezie“, jsou to například: Afanasij Fet, Jakov Polonskij, Apollon Majkov a Jevgenij Baratynskij. Ťutčev ukázal cestu hudby, nuancí, symbolu, snu a podle symbolistických kritiků odvedl ruskou poezii od „apollinské harmonie“ Puškinovy doby, a právě tato cesta byla mnohým ruským symbolistům blízká.
Světonázor mladých symbolistů si nelze představit bez vlivu osobnosti Vladimíra Solovjova. Mezi nejdůležitější témata, která rozvíjela mladá generace symbolistů v prvních letech 20. století pod vlivem odkazu Vladimíra Solovjova, patří: sofiologie, sobornosť (svobodná duchovní jednota lidí), ideál „komplexního vědění“, snaha spojit epistemologii s etikou a estetikou, kult věčného ženství, Rusko a západ, možnosti náboženské modernizace a perspektivy sjednocení církví.

### Starší symbolisté
Ruský symbolismus o sobě dává vědět v první polovině 90. let 19. století. Jako výchozí body historie symbolismu se obvykle uvádí několik publikací. Jedná se především o literárněhistorickou práci Dmitrije Merežkovského „O příčinách úpadku” a o třech sbornících „Ruští symbolisté”, které na své náklady vydal student Valerij Brjusov v roce 1894. Tyto sborníky (poslední kniha vyšla v roce 1895) byly vytvořeny dvěma autory: Valerijem Brjusovem (hlavní redaktor a autor manifestací, vystupující pod několika pseudonymy) a jeho spolužákem A. L. Miropolskim.
Merežkovskij a jeho žena Zinaida Gippiusová stáli u zrodu symbolismu v Petrohradě, Valerij Brjusov v Moskvě. Nejradikálnějším a nejvýraznějším představitelem raného petrohradského symbolismu byl však Alexandr Dobroljubov, jehož „dekadentní životní styl” během studentských let posloužil k vytvoření jedné z nejvýznamnějších životopisných legend stříbrného věku.
| „ | Legenda o Alexandru Dobroljubovi se začala utvářet ve velmi raném období vývoje ruského symbolismu a definitivně se zformovala na počátku 20. století, tedy v době, kdy sám Dobroljubov opustil literaturu a rozešel se se svým obvyklým literárně-uměleckým kruhem. Dobroljubov samozřejmě nebyl jediný, kdo si myslel, že život je důležitější než literární tvorba. Například Merežkovskij, který je taktéž spojen se vznikem symbolismu v Rusku ve své biografii přiznal, že se v mládí „procházel po venkově a povídal si s rolníky” a po absolvování univerzity měl v úmyslu, stát se vesnickým učitelem. O cestě na kraj světa, k divokým národům a nezkažené civilizaci později snil i básník a futurista Božidar. Ale pouze Dobroljubov (a vzápětí po něm básník Leonid Semjonov) dokázal překonat konvenčnost tvorby. Druhou stránkou legendy je pocit stálé, jak by se dnes řeklo, virtuální přítomnosti zesnulého básníka v každodenní literární realitě. V nejednou citovaných pamětích G. Ivanova se vypráví, jak literáti, kteří jdou na zastávku tramvaje, aby mohli jet do redakce časopisu, potkali mužika v čepici, válenkách a krátkém kožichu. Jeho otázka: „Řekněte mi, pánové, kam patří Apollón?” je šokující a evokuje obraz Alexandra Dobroljubova. „...Tento záhadný, téměř legendární člověk” píše G. Ivanov „se prý toulá někde po Rusku, od Uralu po Kavkaz, z Astrachaně do Petrohradu. Takhle se toulá mužik v ovčím kožichu s holí, jak jsme ho viděli nebo jak se nám zjevil na polotmavé petrohradské ulici <…> někde, z nějakého důvodu se toulá, už velmi dlouho, od začátku 90. Let po Rusku <…> Zvláštní a neobyčejný život: něco z básníka, něco z Aljoši Karamazova a mnoho dalších různých ‚něco´ je záhadně zamotané v tomto muži, jehož kouzlu nelze odolat.“ | “ |
| — Alexandr Korbinskij, Rozhovor přes mrtvý prostor (v ruském originále: Разговор через мертвое пространство) | |   |

V Moskvě ruští symbolisté vydávají svá díla na vlastní náklady a setkávají se s „chladným přijetím”; v Petrohradě měly modernistické publikace větší štěstí, již na konci století tam vycházejí časopisy „Severnij Vestnik” (česky:Severní věstník) a „Mir iskusstva” (česky:Svět umění). Dobroljubov a jeho přítel a spolužák z gymnázia Vasilij Gippius také vydávají své první básnické cykly na vlastní náklady a přejíždějí do Moskvy, kde se setkávají s Brjusovem. Brjusov neměl vysoké mínění o poezii Dobroljubova, ale jeho osobnost na něj udělala dojem, což ovlivnilo Alexandrův další život. Již v prvních letech 20. století byl Brjusov redaktorem nejvýznamnějšího moskevského symbolistického nakladatelství „Škorpion”, v kterém vydal básně Dobroljubova. Brjusov později přiznal, že největší vliv na jeho ranou tvorbu ze všech jeho současníků měl právě Alexandr Dobroljubov a Ivan Koněvskoj (mladý básník, jehož tvorbu Brjusov velmi chválil; zemřel ve 24 letech).
Fjodor Sologub, vlastním jménem Fjodor Kuzmič Tětěrnikov, vytvořil odděleně od všech modernistických skupin svůj vlastní básnický svět a novátorskou prózu. Román „Těžké sny” Sologub napsal již v 80. letech 19. století. Do 90. let 19. století působil jako učitel v provincii a od roku 1892 se usadil v Petrohradě. Od 90. let 19. století se ve spisovatelově domě scházel okruh přátel, který často sdružoval autory z různých měst a znepřátelstvěných nakladatelství. Již ve 20. století se Sogolub stal autorem jednoho z nejslavnějších ruských románů této epochy. Román „Posedlý” z roku 1907 uvádí strašného učitele Peredonova do kruhu ruských literárních postav, Peredonov je později prohlášen za ruského „krále básníků”.

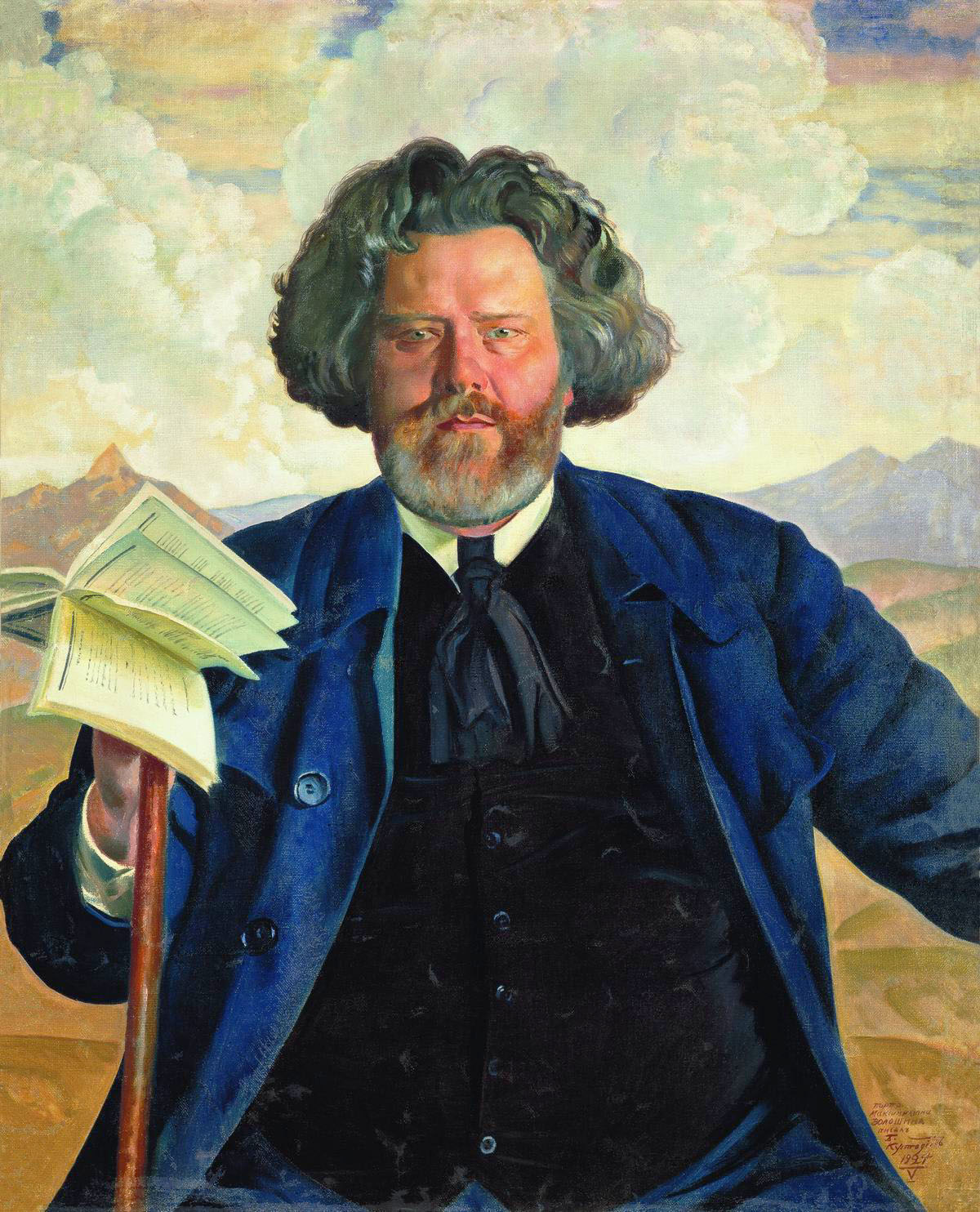
Max Vološin: Portrét Borise Kustodijeva
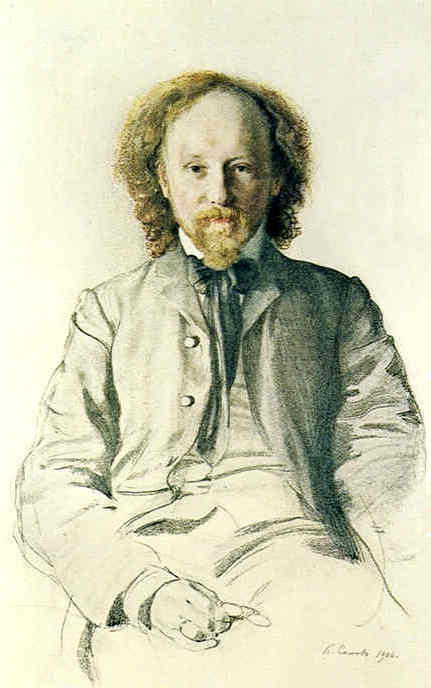
Vjačeslav Ivanov: Portrét Konstantina Somova

Asi nejčtivější, nejzvučnější a nejhudebnější v rané fázi ruského symbolismu byly básně Konstantina Balmonta. Již na konci 19. století K. Balmont mluví nejzřetelněji o „hledání souladu” (které bylo symbolistům vlastní) mezi zvukem, významem a barvou. Podobné myšlenky a experimenty jsou známy u Charlese Baudelaira, Arthura Rimbauda a později i u mnoha ruských básníků: V. Brjusova, A. Bloka, M. Kuzmina, V. Chlebnikova a dalších. Pro Balmonta, stejně jako například pro Paula Verlaina toto hledání spočívá především ve vytváření zvukovo-sémantické struktury textu, hudby, která rodí význam. Balmontova fascinace zvukopisem, pestrými přídavnými jmény a vytlačováním sloves vede podle odpůrců k vytvoření téměř „nesmyslných” textů, avšak tento zajímavý jev v poezii časem přispívá ke vzniku nových básnických koncepcí, jako jsou: zvukopis, zaumný jazyk, melodeklamace (umělecké čtení poezie nebo prózy s využitím hudby). Balmont byl velmi plodným autorem, napsal více než 30 básnických sbírek, mnoho překladů (překládal např. Šotu Rustaveliho, Williama Blaka, Edgara Allana Poa, indickou poezii atd.) a množství článků.

### Mladosymbolisté (druhá „generace“ symbolistů)
Mladšími symbolisty nazývají v Rusku především spisovatele, kteří prezentovali nové publikace od roku 1900. Byli mezi nimi i opravdu velmi mladí autoři, jako např. Sergej Solovjev, Andrej Bělyj, Alexandr Blok, Ellis (nar. jako Lev Kobylinskij), i významní lidé, jako např. ředitel gymnázia I. Anněnskij, vědec Vjačeslav Ivanov, hudebník a skladatel Michail Kuzmin. V prvních letech nového století zakládají zástupci mladé generace symbolistů kroužek v duchu romantismu, ve kterém poté „dozrávaly“ dovednosti budoucích klasiků. Kroužek se proslavil pod názvem „agronauté“ nebo argonautismus.
| „                                             | „Zdůrazňuji: v lednu roku 1901 v nás byla umístěna nebezpečná „mýtická“ petarda, ze které vzešly mnohé pokřivené interpretace ‚Překrásné Dámy‘… Sestava kroužku argonautů, kterými byli v té době studenti, byla velmi nevšední… Lev Lvovič Kobylinskij („Ellis“), k nám v ty samé roky přimknul a stal se duší kroužku; měl literární a sociologické vzdělání; byl skvělým improvizátorem a mimem… S. M. Solovjov, student šesté třídy gymnázia, jenž udivoval Brjusova, mladý básník, filosof, teolog… … Ellis rozhodl, že název bude ‚Kroužek argonautů‘, čímž jej časově sladil se starověkým mýtem, který vypráví o putování skupiny hrdinů na lodi ‚Argo‘ do mýtické země: za zlatým rounem… ‚Argonauté‘ nepodléhali žádné konkrétní organizaci; mezi „argonauty“ se pohyboval ten, kdo nám byl blízký, často bez podezření, že je ‚argonaut‘… Blok pocítil, že je ‚argonaut‘ během krátkého pobytu v Moskvě… … i bez ohledu na to zanechali ‚argonauté‘ jakousi stopu v kultuře umělecké Moskvy prvního desetiletí na počátku století; ‚slévali se‘ se symbolisty, považovali se za skutečné ‚symbolisty‘, přispívali do symbolických časopisů (já, Ellis, Solovjev), avšak lišili jsme se, řekněme, ‚stylem‘ svého projevu. ‚Argonauté‘ v sobě neměli nic z literatury; a nebylo v nich nic z vnější záře; a mezi tím prošla argonautizmem řada zajímavých osobností, jež nebyly zajímavé na první pohled, nýbrž svou existencí… | “ |
| — Andrej Bělyj, „Počátek století“. s. 20-123. | |   |

V Petrohradu počátku století je nejpravděpodobnějším „centrem symbolismu“ „věž“ Vjačeslava Ivanova (viz Akademie verše) – proslulý byt na rohu Tavričeské ulice, v které v různých dobách pobývali A. Bělyj, M. Kuzmin, V. Chlebnikov, A. R. Minclova, a kterou navštěvovali A. Blok, N. Berďajev, A. V. Lunačarskij, A. Achmatova, „miriskustniki“ (členové uměleckého sdužení Mir iskusstva) a spiritualisté, anarchisté a filosofové. Byl to skutečně slavný a záhadný byt – povídají se o něm legendy, badatelé zkoumají schůze tajných uskupení (gafizitů, teosofů aj.), které se zde konaly, četníci byt sledovali a prováděli v něm domovní prohlídky, v tomto bytě také většina slavných básníků recitovala svá díla, během několika let zde společně žili tři naprosto unikátní spisovatelé, jejichž díla jsou často zajímavou záhadou pro komentátory a čtenářům nabízí nečekané jazykové modely. Jde o stálou „Diotimu“ salonu, manželku V. Ivanova, L. D. Zinovjevu-Annibalovou, skladatele Kuzmina, který se zpočátku věnoval romancím a později románům a poetickým knihám, a samozřejmě samotného majitele, autora knihy „Dionýsov a dionijstvo“, kterého nazývali ruským Nitsche. Ačkoli byl význam a hloubka vlivu Vjačeslava Ivanova na kulturu nepochybný, zůstává spíše jen „napůl probádaným kontinentem“. Částečně to bylo způsobeno jeho dlouhými pobyty v zahraničí, a částečně i komplikovaností jeho poetických textů, které od svých čtenářů vyžadovaly erudici, kterou měl však jen málokdo.

Uznávaným centrem symbolismu v Moskvě v prvním desetiletí 20. století byla bezpochyby redakce nakladatelství „Škorpion“, ve kterém se Valerij Brjusov stal stálým šéfredaktorem. V nakladatelství vycházelo nejznámější symbolistické periodikum – „Vjesy“ (č. Váhy). Pravidelnými přispivateli periodika byli A. Bělyj, K. Balmont, J. Baltrušajtis, mnohdy se podíleli i druzí autoři – F. Sologub, A. Remizov, M. Vološin, A. Blok a další. Vycházelo mj. mnoho překladů literatury západního modernismu. Panuje názor, že dějiny „Škorpiona“ jsou dějinami ruského symbolismu, avšak s největší pravděpodobností se jedná pouze o zveličení skutečné situace.

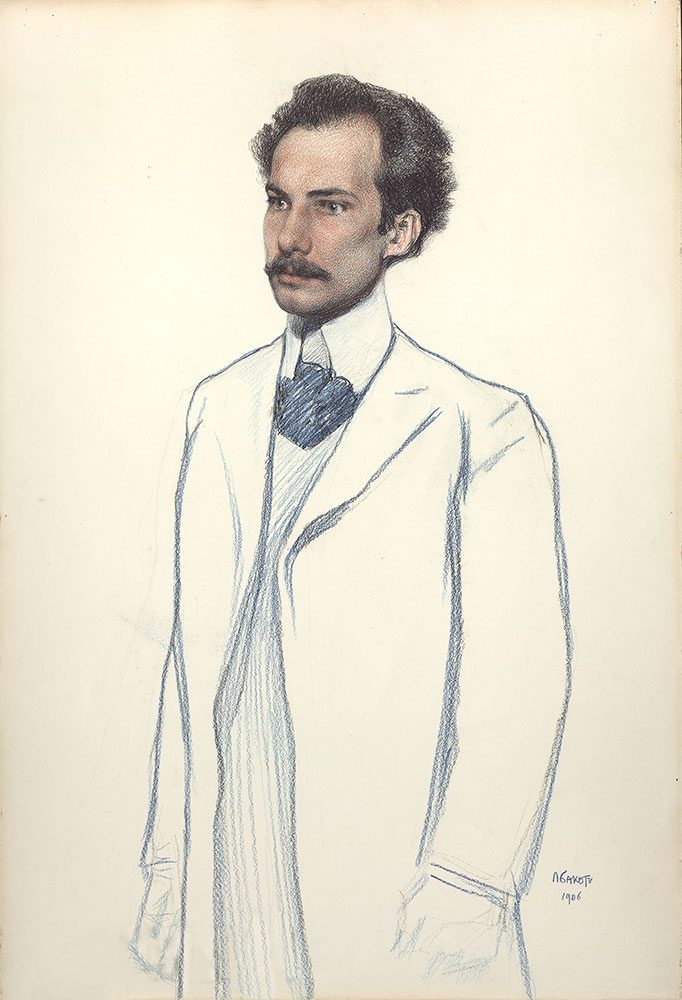
Andrej Bělyj . Portrét Léona Baksta
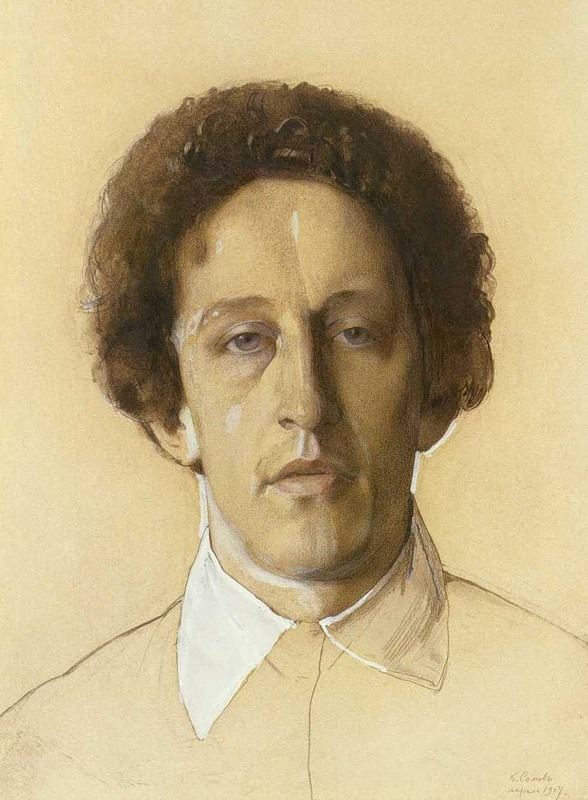
Alexandr Blok. Portrét Konstantina Somova(1907)

„Na témata ruského symbolismu (obzvláště v mladší generaci) měla značný vliv filosofie Vladimíra Solovjeva. Vjačeslav Ivanov se v dopise A. Bloku vyjádřil takto: „Byl to Solovjov, kdo nás tajně pokřtil.“ Zdrojem inspirace byla pro ruské symbolisty často svatá Sofie. Svatá Sofie Solovjeva v sobě mísila zároveň velkou starozákonní moudrost i moudrost platónské ideje, Věčnou Ženskost i Duši Světa, „Pannu Duhových Vrat“ i Neposkvrněnou Manželku. Byla to jemná, neviditelná spiritualita, prostupující vesmírem. Kult Sofie s respektem přijali A. Blok, A. Belyj, S. Solovjev. A. Blok Sofii říkal „Překrásná Dáma“, M. Vološin viděl její zosobnění v legendární carevně Taiach. Pseudonym A. Běloho (B. Bugaeva) předpokládal zasvěcení Věčné Ženskosti. Mladší symbolisté se shodovali s solovjevským zaměřením na neviditelné, „nevyřčené“, které bylo skutečným, pravdivým zdrojem bytí. Verše Solovjeva „Milý příteli“ bylo považováno za slogan „argonautů“, jako soubor jejich idealistických nálad:
„Na témata ruského symbolismu (obzvláště v mladší generaci) měla značný vliv filosofie Vladimíra Solovjeva. Vjačeslav Ivanov se v dopise A. Bloku vyjádřil takto: „Byl to Solovjov, kdo nás tajně pokřtil.“ Zdrojem inspirace byla pro ruské symbolisty často svatá Sofie. Svatá Sofie Solovjeva v sobě mísila zároveň velkou starozákonní moudrost i moudrost platónské ideje, Věčnou Ženskost i Duši Světa, „Pannu Duhových Vrat“ i Neposkvrněnou Manželku. Byla to jemná, neviditelná spiritualita, prostupující vesmírem. Kult Sofie s respektem přijali A. Blok, A. Belyj, S. Solovjev. A. Blok Sofii říkal „Překrásná Dáma“, M. Vološin viděl její zosobnění v legendární carevně Taiach. Pseudonym A. Běloho (B. Bugaeva) předpokládal zasvěcení Věčné Ženskosti. Mladší symbolisté se shodovali s solovjevským zaměřením na neviditelné, „nevyřčené“, které bylo skutečným, pravdivým zdrojem bytí. Verše Solovjeva „Milý příteli“ bylo považováno za slogan „argonautů“, jako soubor jejich idealistických nálad:
Milý příteli, copak nevidíš,
Že vše, co zříme –
Je jen odraz, jenom stín
Toho, co my nevidíme?

Milý příteli, copak neslyšíš,
Že třesk všedního života –
Je jen ohlas zkreslený

Triumfálních harmonií?“

## Ruský symbolismus a dekadentství
Tyto pojmy dnes již nezaměňujeme, avšak pro mnohé, kteří v Rusku žili na počátku 20. století to byla téměř synonyma. Pokud bychom se snažili udělat si jasno o pojmu „dekadans“ s použitím největších encyklopedií té doby, narazili bychom na odkaz na článek „Symbolismus“. Stejně tak i Encyklopedický slovník Brokgauze a Jefrona uvádí článek s názvem „Symbolisté“ těmito slovy: „…také dekadenti – zástupci nejnovějšího proudu…“.Příklady poetického dekadentství v Rusku jsou patrné v raných dílech V. Brjusova, např. „Kreativita“ – jde o báseň, která je podle Vladimíra Solovjeva perlou dekadentství a nedává žádný smysl:
Kreativita
Stín nestvořených tvorů
Kymácející se ve snu,
Jako záplatovací čepele
Na smaltované stěně.

Fialové ruce
Na smaltované stěně
V polospánku kreslí zvuky
V cinkavě znějícím tichu.

A průhledné kiosky,
V zvonivě znějícím tichu,
tryskají jako třpytky,
v azurovém měsíci.

Nahý měsíc stoupá
V azurovém měsíci...
Zvuky napůl spí,
Zvuky mě hladí.

Tajemství tvorů stvoření
Hladí mě,
A stín záplatování
Na smaltované stěně.

Na příklady poetického dekadentství je možné narazit i v mnohých verších Z. Gippiusové (často je citována ilustrativní báseň „Vše kolem“). Nezřídka jsou prvky dekadentství patrné v svérázném mytologickém symbolismu poetického světa F. Sologuba. Často se mluví o „překonání dekadentství“ mladšími symbolisty – zjednodušeně řečeno se v nich dají najít elementy romantismu, nikoli však dekadentství.
V Rusku, stejně jako ve Francii, symbolismus a částečně i dekadentství vytváří mýty a jsou živeny legendami. V Západní Evropě se dekadentství formuje především mezi potomky představitelů staré feudální aristokracie. Legendárním představitelem francouzského dekadentství byl kníže Robert de Montesquie, jenž se stal prototypem pro Dezesenta – hlavního hrdinu „dekadentské bible“, románu Jorise Huysmanse „Naopak“. Oproti tomu v Rusku se jedinou legendární postavou dekadentství stal Alexandr Dobroljubov, synovec významného činitele národnické literatury, z rodiny se silnými národnickými, dokonce filantropickými a mnišskými tradicemi (např. Maria Dobroljubova). Během studií žil několik měsíců v pokoji s černými stěnami, kouřil opium a psal básně pod vlivem západních proudů té doby. Dobroljubov však brzy pocítil neopodstatněnost takových experimentů a dramaticky změnil svůj pohled na svět i svůj život. Po několik následujících desetiletí dekadentství odsuzoval a už nikdy se k němu nevrátil. Dobroljubov přerušil kontakt s literárním světem a směřoval spíše k lidem, což pouze vyostřilo a urychlilo vytvoření dekadentského mýtu. Jeho současníci o dalším osudu Alexandra obvykle moc nevěděli, což jim dovolovalo přicházet s příběhy, které připomínaly francouzské literární mýty, nazývat jej „ruským Rembouldtem“ atd. Ve skutečnosti se Dobroljubov věnoval spíše náboženskému a pracovnímu mnišství, které nemělo žádný vztah ani k dekadentství, ani k symbolismu. Stěžejní podrobnosti jeho osudu byly známy až na počátku 21. století.

## Symbolismus v ruském umění
Symbolismus byl mnohostranným kulturním jevem a patřila do něj nejen literatura, ale i hudba, divadlo a výtvarné umění. Hlavní motivy tohoto směru jsou patrné v tvorbě znamenitých skladatelů, jako např. Alexandra Skrjabina, Sergeje Rachmaninova, Igora Stravinského a dalších. Časopis „Svět umění“ pod vedením S. P. Ďagileva se stal nejenom nejvýraznějším časopisem o umění v Rusku, ale i nejsilnějším prostředkem k šíření ruské kultury v Evropě, jelikož se díky němu organizovaly mezinárodní výstavy a v evropském tisku byly publikovány reprodukce ruských uměleckých děl. Osnovu časopisu tvořily práce zakladatelů – skupiny mladých umělců: A. Benois, L. Baksta, M. Dobužinskij. Kromě nich s nimi jindy spolupracovali V. Borisov-Musatov, M. Vrubel a další.
Každý z představitelů symbolismu, kterého známe dnes, měl k tomuto směru svou cestu a tvorbu všech symbolistů lze ne vždy propojit nějakým jedním charakteristickým prvkem. Symbolisté se ve svých dílech snažili o vytvoření složité, asociativní, abstraktní a iracionální metafory. Přání „toho, co na světě není“ u Gippiusové, „jasně znějícího ticha“ u Brjusova, „a zářivých očí potemnělých vzpourou“ u Vjačeslava Ivanova, „propast z roztříštěného lazuru“ u Bloka, „vyschlé pouště ostudy“ u A. Bělého. Symbolisté definovali pojem „symbol“ jako znak, který spojuje dvě reality, dva světy – pozemský a nebeský, a toto propojení je možné jen skrze pocity, intuitivně a iracionálně. Brjusov nazýval symbolismus „poezií narážek“. Bělyj jej pojímal více zeširoka: viděl symbolismus jako modus cogitandi (způsob myšlení) a jako modus viviendi (životní styl), čemuž věnoval řadu článků, které byly následně zahrnuty v knize „Symbolismus jako chápání světa“. Zástupci tohoto směru měli za to, že pouze umění může člověku pomoci dosáhnout ideálu, dostat se do říše duší. Roli básníka-symbolista budovali na tom, že je tvůrce nového života, prorok, ten, kdo pomáhá stvořit nového člověka. Misi básníka symbolisté považovali za nejvyšší na světě, protože umění v jejich očích stálo výše než všechny sféry lidského života.
V roce 1910 se začalo mluvit o tom, že symbolismus jako jednotný směr je v úpadku. Všichni jeho představitelé i nadále pokračovali v plodné práci a tvořili, ale přibližně v tomto období se jejich cesty, včetně tvůrčích, začaly rozcházet – každý se začal zaměřovat více na svou vlastní tvorbu. Mnozí předpokládali, že je to smrt symbolismu, k čemuž však nedošlo. Symbolismus měl obrovský vliv na literaturu a umění následujících generací a položil základy mnoha tvůrčích tradic, které existují dodnes. 